# Richard Corbett
Richard Graham Corbett (Southport, 6 gennaio 1955) è un politico britannico del Partito Laburista.
È stato europarlamentare dal 1996 al 2009 e dal 2014 al 2020.

## Biografia
Ha conseguito il baccalaureato internazionale a Ginevra, dove suo padre è stato assegnato all'OMS. Studia scienze politiche, filosofia ed economia (programma PPE) al Trinity College, Università di Oxford. È stato europarlamentare britannico del Partito Laburista. Ha rappresentato il collegio elettorale del Merseyside West dal 1996 al 1999 (prima dell'introduzione del voto proporzionale), poi la regione inglese dello Yorkshire e Humber dal 1999 al 2009 e dal 2014. È il leader del Partito Laburista al Parlamento europeo e vicepresidente del Movimento europeo internazionale nel Regno Unito.
Dal gennaio 2010 al febbraio 2014, Corbett è stato consigliere del presidente del Consiglio europeo Herman Van Rompuy. In questa funzione, e come frequente autore e commentatore degli affari europei, è stato eletto il 14 novembre 2012 da una giuria di diplomatici in pensione, giornalisti e accademici come il quarto britannico più influente sulla politica dell'UE, davanti al Primo ministro e al Vicepresidente della Commissione Catherine Ashton.

## Opere (selezione)
- The European Union: How Does it Work? (3ª edizione insieme con Elizabeth Bomberg e John Peterson) 2012, Oxford University Press, ISBN 978-0-19-957080-5 und ISBN 0-19-957080-9
- The Evolving Roles of the European Parliament and of National Parliaments in EU Law after Lisbon von Piet Eeckhout, Andrea Biondi und Stephanie Ripley, 2012, Oxford University Press, ISBN 978-0-19-964432-2
- Parameters of a Crisis in The future of Economic Governance in the EU, Policy Network, London, 2012
- President of the European Council, new kid on the block: asset or complication?. In T. Christiansen, M. Shackelton und S. Vanhoonacker, The European Union after the Lisbon Treaty. Maastricht: Maastricht Centre for European Governance, Maastricht Monnet Lecture Series, 2011
- The Treaty of Maastricht: from conception to ratification Longman – Cartermill Publishing 1993 ISBN 0-582-20906-4
- The European Parliament's Role in Closer European Integration, London, Macmillan 1998, ISBN 0-333-72252-3 and New York, St Martin's Press (1998) ISBN 0-312-21103-1.
- Electing Europe's First Parliament Fabian tract, with Rod Northawl, Fabian Society, London 1977, 0307-7535. ISBN 978-0-7163-0449-4
- A Socialist Policy for Europe, London, Labour Movement for Europe 1985
- Progress and Prospects in: Juliet Lodge, Foreword by Altiero Spinelli; European Union: The European Community in Search of a Future London, Macmillan 1986, ISBN 0-333-39739-8
- The 1985 Intergovernmental Conference and the Single European Act in: Roy Pryce; The Dynamics of European Union', London, Croom Helm (1987) ISBN 0-7099-4327-X
- The European Parliament's new "Single Act" Powers, in Nieuw Europa' Magazine, 1989, Den Haag
- Representing the People, in A.Duff, J. Pinder und R. Pryce; Maastricht und Beyond, London, Routledge 1994
- The European Parliament and the Idea of European Representative Government in John Pinder, Foundations of Democracy in the European Union London, Macmillan (1999) ISBN 0-333-77470-1 and New York, St Martin's Press 1999, ISBN 0-312-22296-3
- A Very Special Parliament: The European Parliament in the Twenty-First Century in: The Journal of Legislative Studies, Vol 8 (2002). Frank Cass. 1357-2334
- Combatting Mythology and Changing Reality: the Debate on the Future of Europe, London, Labour Movement for Europe 2003
- The EU - Who makes the decisions? A guide to the process and the UK's role. London, European Movement 2006
- The European Parliament 2004-2009 in Juliet Lodge, The 2009 elections to the European Parliament. Palgrave macmillan 2010, ISBN 978-0-230-23040-8